# 楚 (恆星)
摩羯座φ，又名BD-21 5974，HD 202320、SAO 190173、HR 8127，是摩羯座的一颗恒星，视星等为5.24，位于銀經28.19，銀緯-40.61，其B1900.0坐标为赤經21h 9m 56.4s，赤緯-21° -40.61′ 0″。